# Игнат, Самуил Иосифович
Самуил Иосифович Игнат (при рождении Шмиль Иосифович Эйнгорн; 15 (3) мая 1898, Одесса — 26 ноября 1937, Москва) — первый секретарь ЦК КСМ Украины. Член Всеукраинского Центрального исполнительного комитета ВУЦИК (1920—1921).

## Биография
Родился 3 мая (по старому стилю) 1898 года в Одессе в семье мещанина местечка Сверже Холмского уезда Люблинской губернии Иосифа Шмулевича (Самойловича) Эйнгорна (1869—?) и Леи (Лаи) Боруховны Эйнгорн (в девичестве Рувинштейн, 1873—1918), дочери земледельца еврейской земледельческой колонии Осова Ровенского уезда, заключивших брак в Одессе 6 сентября 1894 года.
Работал конторщиком и токарем на заводе «Таксомотор». Бывший меньшевик, член РСДРП (м). Затем с 1919 года — большевик. С 1918 по 1920 год — на подпольной работе, секретарь Одесского подпольного комитета комсомола, член Бюро Одесского подпольного губернского комитета КСМ Украины.
С мая 1920 по октябрь 1920 года и с января 1921 по октябрь 1922 года — секретарь ЦК Коммунистического союза молодежи Украины, участвовал в борьбе с «уклонами» в комсомоле Украины. С октября 1922 по декабрь 1922 года — первый секретарь ЦК КСМ Украины.
Окончил курсы марксизма-ленинизма в 1924 году. С 1924 года — на преподавательской работе. С 13 июля 1930 по 26 января 1934 года — член Центральной контрольной комиссии ВКП (б).
26 января — 10 февраля 1934 года делегат XVII съезда ВКП(б) с совещательным голосом.
С 26 января 1934 по 14 марта 1937 года работал заместителем начальника Главного управления энергетического хозяйства Наркомата тяжёлой промышленности СССР.
В 1935 году был награждён орденом Трудового Красного Знамени.
В марте 1937 года был арестован. В ноябре 1937 года Военная коллегия Верховного суда СССР обвинила его в руководстве антисоветской террористической организацией в Главэнерго. Расстрелян 26 ноября 1937 года. Похоронен в Москве на Новом Донском кладбище. Посмертно реабилитирован в марте 1956 года.

## Семья
Брат — разведчик Абрам Осипович Эйнгорн.